# Melsztyn
Melsztyn is een plaats in het Poolse district Tarnowski, woiwodschap Klein-Polen. De plaats maakt deel uit van de gemeente Zakliczyn en telt 333 inwoners.